# Hug de Bonnevaux
|  | Per a altres significats, vegeu «Sant Hug». |

Hug de Bonnevaux (Delfinat, ca. 1120 - Abadia de Bonnevaux, Delfinat, 1194) fou un monjo cistercenc, abat de Bonnevaux. És venerat com a sant per l'Església catòlica.

## Biografia
Era nebot del bisbe Hug de Grenoble. Va renunciar a la seva fortuna i, contra la voluntat de la seva família, es feu monjo cistercenc a l'abadia de Mezières; en una carta, Bernat de Claravall el lloa quan encara hi és novici. Per evitar la temptació de tornar al món, es va lliurar a penitències tan severes que emmalaltí i perdé la memòria; Bernat de Claravall el va fer enviar a la infermeria i l'amonestà perquè en el futur minvés les mortificacions.
Ja sanat, en 1161 fou nomenat abat de Léoncel (Droma) i en 1169, abat de Bonnevaux, abadia cistercenca a Villeneuve-de-Marc (Isera, Roine-Alps). L'abadia va gaudir d'un període brillant, tant en l'aspecte espiritual, com el material i el cultural. Es deia que era capaç de llegir el pensament i tenia un sentit especial per descobrir les temptacions dels seus monjos; també se'n conserven tradicions de prediccions i exorcismes que va fer.
A Venècia, en 1177, va fer de mitjancer en el conflicte entre el papa Alexandre III i l'emperador Frederic Barbarroja, aconseguint establir-hi la pau. Hug morí en 1194 a la seva abadia.
Venerat des de la seva mort, el seu culte fou aprovat en 1907.